# 서울영등포우체국
서울영등포우체국(서울永登浦郵遞局)은 대한민국 서울특별시 영등포구 선유동2로 6에 있는 등기, 소포, 국제특급(EMS) 등의 우편서비스와 우체국예금보험 서비스 관련 업무를 수행하는 서울지방우정청 소속 우체국이다.

## 기본 정보
- 주소 : 대한민국 서울특별시 영등포구 선유동2로 6
- 우편번호 : 07219

## 연혁
- 1944년 3월 6일 : 영등포역전우편국 설치[1]
- 1956년 3월 20일 : 국가재건최고회의구내우체국 개국[2]
- 1962년 12월 26일 : 국가재건최고회의구내우체국을 국회구내우체국으로 명칭 변경[3]
- 1963년 4월 1일 : 영등포우체국 공군본부구내분국, 영등포우체국 해군본부구내분국 개국[4]
- 1967년 8월 15일 : 서울신길동우체국 개국
- 1975년 10월 10일: 여의도우체국 개국(체신부령 제 535호 2과 8계)
- 1983년 8월 1일 : 서울대림동우체국 개국[5]
- 1983년 9월 1일 : 서울양평동우체국 개국[5]
- 1984년 10월 5일 : 서울당산2동우편취급소 신설[6]
- 1984년 10월 10일 : 서울신길3동우편취급소 신설[6]
- 1985년 8월 1일 : 여의도우체국 대한생명분국 개국[7]
- 1985년 12월 30일 : 맨하탄호텔우편취급소 신설[8]
- 1986년 6월 14일 : 여의도우체국 대한생명분국을 대한생명빌딩우체국으로 명칭 변경[9]
- 1986년 11월 1일 : 여의도우체국 한국방송공사분국 개국[10]
- 1987년 12월 21일 : 여의도우체국 한국방송공사분국을 서울한국방송공사우체국으로 명칭 변경[11]
- 1987년 12월 30일 : 서울신길7동우편취급소, 서울영등포시범A우편취급소, 서울영등포우성A우편취급소 신설[12]
- 1988년 5월 1일 : 영등포우체국 개국
- 1988년 10월 10일 : 서울당산동우체국, 서울문래동우체국, 서울신길5동우체국 개국[13]
- 1988년 10월 18일 : 서울맨하탄호텔우편취급소 재설치[14]
- 1989년 8월 10일 : 서울여의도광장우체국 개국[15]
- 1990년 11월 1일: 편제개편(4과 14계, 집배2계 신설)
- 1991년 1월 21일 : 서울문래현대우편취급소 신설[16]
- 1992년 11월 10일 : 서울신길2동우편취급소 신설[17]
- 1992년 12월 28일: 청사2개층 증축 및 대수선
- 1994년 7월 1일: 편제개편(4과 15계, 우편운용계 신설)
- 1994년 10월 1일: 편제개편(4과 1실, 지도실 신설)
- 1994년 12월 15일 : 서울양평1가우편취급소 신설
- 1995년 11월 20일 : 제일증권빌딩우체국 개국[18]
- 1995년 12월 20일 : 서울신길2동우편취급소 재개국
- 1996년 12월 2일 : 서울신길3동우편취급소 재개국[19]
- 1996년 12월 20일 : 제일증권빌딩우체국을 한화증권빌딩우체국으로 명칭 변경[20]
- 1997년 11월 10일 : 서울영등포3동우편취급소 개국[21]
- 1998년 11월 2일 : 서울대림1동우편취급소, 서울백조아파트우편취급소 개국[22]
- 1999년 1월 1일 : 한화증권빌딩우체국 폐국[23]
- 1999년 2월 1일 : 서울증권타운우편취급소 개국[24]
- 2002년 1월 25일: 서울증권타운우편취급소 위탁계약 체결[25]
- 2004년 7월 1일: 서울증권타운우편취급소를 서울전경련우편취급소로 명칭 변경[26]
- 2004년 12월 1일: 편제개편(3과 1실)
- 2011년 9월 19일 : 서울여의대방로우편취급국 개국
- 2012년 10월 1일: 대한생명빌딩우체국을 한화생명빌딩우체국으로 명칭 변경[27]
- 2014년 1월 1일: 우편구역을 다음과 같이 고시[28]

| 배달국           | 배달구역        | 구역번호      |
| ---------------- | --------------- | ------------- |
| 서울영등포우체국 | 영등포구 전지역 | 07200 ~ 07448 |

- 2015년 7월 1일: 편제개편(4과 1실)
- 2017년 10월 23일: 여의도 KTB빌딩으로 이전
- 2017년 12월 29일: 재건축 시작
- 2020년 9월 4일 : 한국방송공사우체국 폐국[29]
- 2020년 9월 14일 : 한국방송공사우편취급국 신설[30]
- 2020년 9월 16일: 재건축 완료
- 2020년 12월 14일: 여의도 포스트 타워로 이전
- 2021년 10월 29일: 서울당산동우체국 영업종료
- 2021년 11월 1일: 여의도우체국에서 서울영등포우체국으로 개명하여 신청사로 이전, 기존 영등포우체국은 서울영등포동4가우체국으로 이름변경, 여의도우체국 개국

## 관할 우체국
| 우체국명                     | 사진 | 주소                                                          | 비고                                                                           |
| ---------------------------- | ---- | ------------------------------------------------------------- | ------------------------------------------------------------------------------ |
| 서울영등포우체국             |      | 서울 영등포구 선유동2로 6                                     | 2021년 11월 1일 여의도우체국에서 국명 변경                                     |
| 국회구내우체국               |      | 서울특별시 영등포구 의사당대로 1(여의도동)                    | 입장시 관계자의 허락이 필요함                                                  |
| 국회구내우체국구내회관출장소 |      | 서울특별시 영등포구 의사당대로 1(여의도동)                    | 입장시 관계자의 허락이 필요함                                                  |
| 서울당산2동우편취급국        |      | 서울특별시 영등포구 당산로 172-1(당산동4가)                   | 1984년 10월 5일 신설                                                           |
| 서울당산동우체국             |      | 서울특별시 영등포구 당산로 102(당산동1가)                     | 1988년 10월 10일 신설 2021년 10월 29일 서울당산동우체국 영업종료               |
| 서울대림1동우편취급국        |      | 서울특별시 영등포구 대림로 146(대림동)                        | 1998년 11월 2일 신설                                                           |
| 서울대림동우체국             |      | 서울특별시 영등포구 대림로 85(대림동)                         | 1983년 8월 1일 신설                                                            |
| 서울문래동우체국             |      | 서울특별시 영등포구 도림로 429(문래동2가)                     | 1988년 10월 10일 신설                                                          |
| 서울문래현대A우편취급국      |      | 서울특별시 영등포구 문래로4길 4(문래동6가)                    | 1991년 1월 21일 신설                                                           |
| 서울백조아파트우편취급소     |      | 서울특별시 영등포구 여의도동 36                               |                                                                                |
| 서울신길2동우편취급국        |      | 서울특별시 영등포구 도신로 195(신길동)                        | 1992년 11월 10일 신설                                                          |
| 서울신길3동우편취급국        |      | 서울특별시 영등포구 가마산로51길 1(신길동)                    | 1984년 10월 10일 신설                                                          |
| 서울신길5동우체국            |      | 서울특별시 영등포구 신길로 65(신길동)                         | 1988년 10월 10일 신설                                                          |
| 서울신길7동우편취급국        |      | 서울특별시 영등포구 영등포로 422(신길동)                      |                                                                                |
| 서울신길동우체국             |      | 서울특별시 영등포구 여의대방로 161(신길동)                    |                                                                                |
| 서울양평1가우편취급국        |      | 서울특별시 영등포구 선유서로26길 24(양평동1가)                |                                                                                |
| 서울양평동우체국             |      | 서울특별시 영등포구 양평로 92 (양평동4가)                     |                                                                                |
| 서울여의대방로우편취급국     |      | 서울특별시 영등포구 여의대방로 379(여의도동)                  | 2011년 9월 19일 신설                                                           |
| 서울여의도광장우체국         |      | 서울특별시 영등포구 국회대로68길 7(여의도동)                  | 1989년 8월 10일 신설                                                           |
| 서울영등포3동우편취급국      |      | 서울특별시 영등포구 양산로 214(영등포동5가, 영등포현대프라자) | 1997년 11월 10일 신설                                                          |
| 서울영등포시범A우편취급국    |      | 서울특별시 영등포구 버드나루로19길 3(당산동)                  | 1987년 12월 30일 신설                                                          |
| 서울영등포우성A우편취급소    |      | 서울특별시 영등포구 신길동                                    |                                                                                |
| 서울전경련우편취급국         |      | 서울특별시 영등포구 은행로 59(여의도동)                       | 1999년 2월 1일 신설 2004년 7월 1일 서울증권타운우편취급소에서 명칭 변경        |
| 서울영등포동4가우체국        |      | 서울특별시 영등포구 경인로 841(영등포동4가)                   | 1988년 5월 1일 신설                                                            |
| 여의도우체국                 |      | 서울 영등포구 여의나루로 60                                   | 2021년 11월 1일 신설                                                           |
| 한국방송공사우체국           |      | 서울특별시 영등포구 여의공원로 13(여의도동)                   | 2020년 9월 4일 폐국                                                            |
| 한국방송공사우편취급국       |      | 서울특별시 영등포구 여의공원로 13 (여의도동)                  | 2020년 9월 14일 신설 한국방송공사 건물 안에 있어 입장시 관계자의 허락이 필요함 |
| 한화생명빌딩우체국           |      | 서울특별시 영등포구 63로 50(여의도동)                         | 2012년 10월 1일 대한생명빌딩우체국에서 명칭 변경                               |
| 한화증권빌딩우체국           |      | 서울특별시 영등포구 여의도동 23-5                             | 1995년 11월 20일 신설 1999년 1월 1일 폐국                                      |

## 조직
- 영업과
  - 금융영업실
  - 우편영업실
  - 보험영업실
- 경영지도실
- 지원과
- 우편물류과
  - 소포실
  - 물류실
  - 민원사서함실
  - 소통(발착)팀
    - 집배1실
    - 집배2실

## 재건축
여의도 포스트 타워는 재건축을 하는 빌딩이다. 공사기간은 2017년 12월 29일부터 2020년 9월 16일까지다. 지상은 33층까지 있고 지하로는 4층까지 있고 높이는 150.80m(파라펫 156.80m)이다. 시공사는 태영건설이고 연면적은 68,975m2, 설계사는 (주)종합건축사사무소 건원, 용도는 업무시설, 근린생활시설이다. 2015년 지상 22층, 지하 3층 규모의 오피스 빌딩으로 재건축할 가능성이 있다. 2016년 지상 33층, 지하 4층으로 변경했고 2017년 12월 29일 본격적으로 공사가 시작되었다. 2018년 건원건축이 여의도 우체국 실시설계 기술제안에 당선되었다. 2018년 5월 지상을 철거했고 지하층도 철거중이며 공사벽도 새롭게 설치되고 있다. 2020년 9월 16일 완공되었다. 여의도우체국 재건축 조감도는 교직원공제회관과 비슷했는데 2018년에 바뀌었다.